# Wojenny biznes
War, Inc. (en. War, Inc.) – amerykański film akcji z 2008 roku w reżyserii Joshuy Seftela. Główne role zagrali w nim John Cusack i Hilary Duff. Cusack również napisał scenariusz i wyprodukował film. Tytuł roboczy brzmiał Brand Hauser: Stuff Happens.

## Produkcja
Zdjęcia do filmu kręcono w Płowdiwie i Sofii w Bułgarii od października 2006. Premiera filmu odbyła się w maju 2008. W filmie zagrały również Marisa Tomei i siostra Cusacka, Joan.

## Opis fabuły
Akcja filmu dzieje się w przyszłości w fikcyjnym kraju – Turagistanie. Turagistan opanowują zamieszki po przejęciu w nim władzy przez prezydenta Stanów Zjednoczonych. Aby zabić ministra z Bliskiego Wschodu (Ben Kingsley), wynajęto zawodowego zabójcę Branda Hausera (John Cusack). Plany się zmieniają, gdy Hauser z wzajemnością zakochuje się w młodej azjatyckiej gwieździe pop o imieniu Yonica (Hilary Duff).

## Obsada
| Imię i nazwisko | Rola               |
| --------------- | ------------------ |
| Hilary Duff     | Yonica Babyyeah    |
| John Cusack     | Brand Hauser       |
| Marisa Tomei    | Natalie Hegalhuzen |
| Joan Cusack     | Marsha             |
| Ben Kingsley    | Walken             |
| Ben Cross       | Medusa Hair        |
| Shirley Brener  | Żona Hausera       |
| Ned Bellamy     | Zubleh             |